# Нападение на блокпост в Дэрриярде
Нападение на блокпост в Дэрриярде (англ. Attack on Derryard checkpoint) было совершено 13 декабря 1989 года боевиками Временной Ирландской республиканской армии на мобильный блокпост британской армии. Инцидент произошёл на границе Великобритании и Ирландии в Дерриярде, около местечка Россли в графстве Фермана. Группа боевиков ИРА подъехала на самосвале и открыла огонь из его кузова по солдатам Личных Его Величества шотландских пограничников. Стрельба велась из автоматического оружия, противотанковых ракетных комплексов, также были задействованы огнемёты и гранаты. Прибывший патруль Британской армии ввязался в перестрелку. В итоге боевиков ИРА удалось оттеснить, хотя те попытались загнать автомобиль в блокпост и взорвать бомбу внутри него. В результате битвы погибли два британских солдата, ещё двое солдат были ранены.

## Подготовка к атаке
Согласно данным журналиста Эда Молони, Военный совет ИРА, подозревая наличие множества британских шпионов на низших уровнях ИРА, решил создать экспериментальную «летучую колонну» (она заменяла обычный «активный отряд»), чтобы нанести мощный удар по блокпосту на границе. Боевики надеялись на предотвращение утечки информации, чтобы не повторять свои ошибки в Лафголле 1987 года.
Молони утверждает, что планированием занимался Томас Мёрфи, командир Южно-Арманской бригады ИРА, а атаку вёл Майкл «Пит» Райан, служивший в Восточно-Тиронской бригаде. Журналист Ян Брюс, однако, ссылаясь на данные разведки, указывает на то, что командовал группой атаки ирландец, служивший в Парашютном полку. Состав колонны насчитывал 20 человек со всей Ирландии, 11 из них непосредственно участвовали в атаке.

## Атака
Мишенью атаки стал мобильный блокпост в Дерриярде, который назывался «мини-базой» и был при этом хорошо укреплён. Гарнизон поста составляли восемь солдат 1-го батальона Личных Его Величества шотландских пограничников и офицер Королевской полиции Ольстера. Боевики отправились к блокпосту на самосвале: они были вооружены автоматами АК-47 и AR-18, пулемётами ДШК, гранатомётами РПГ-7, огнемётом ЛПО-50 и множеством гранат. Грузовик был предварительно заминирован, чтобы довершить разгром блокпоста.
Нападение состоялось после 16:00: боевики ИРА решили пробираться окольными путями, чтобы никто из мирных граждан не пострадал, поэтому грузовик съехал с дороги и поехал вдоль границы к блокпосту. Когда 22-летний рядовой Джеймс Хьюстон попытался осмотреть кузов самосвала, боевики открыли огонь из автоматов и начали кидать гранаты. Хьюстон был убит на месте. По укреплениям боевики дали залп из гранатомётов, а по основному командному пункту дали залп из огнемёта.. Когда грузовик перевернулся и врезался в ворота, стрельба только усилилась. Боевики стали закидывать выживших солдат обычными гранатами, бомбами с гвоздями и зажигательными снарядами. Солдаты укрылись за стенами, однако боевики и там продолжили обстрел. Параллельно ирландцы загнали туда грузовик, в котором находилось 182 килограмма взрывчатки, и активировали бомбу, сбежав мгновенно с базы. Однако взрыв оказался куда меньших масштабов.
В бой вступили пограничники с соседнего погранпоста, атаковав боевиков с вертолёта Westland Wessex и выпустив по ним более 100 пуль. Свидетелем боя стал фермер, который видел пламя вдалеке и слышал звуки выстрелов. Боевики скрылись на ещё одном грузовике, спасаясь от окружения: позднее он был обнаружен на границе, нагруженный 210 кг взрывчатки.
Помимо погибшего англичанина Хьюстона, был убит 21-летний лэнс-капрал (ефрейтор) Майкл Паттерсон из Шотландии, раненый шрапнелью и госпитализированный на вертолёте. Ещё двое солдат были легко ранены.

## Последствия
В Парламенте Великобритании прошла волна возмущения и гнева, поддержанная Ольстерскими унионистами: те были в бешенстве от того, что боевики ИРА чуть не разгромили блокпост. Вместе с тем, согласно Молони, республиканцы были ещё больше рассержены: несмотря на мощный акт пропаганды, мгновенная реакция британских солдат вынудила убедить руководство ИРА, что их кто-то подставил. Британский высший офицер заявил по поводу атаки:

Это ублюдки и убийцы, но вовсе не трусы. Эта команда развернула настоящую пехотную операцию и нанесла нам серьёзный удар. Нужна храбрость, когда есть кому открыть ответный огонь.
Оригинальный текст (англ.)They are murdering bastards, but they are not cowards. This team actually pressed home a ground attack right into the heart of the compound. That takes guts when there are people firing back.

Офицеры шотландских пограничников и спецслужбы считают, что в атаке участвовали боевики из Республики Ирландия — жители Клохера (графство Тирон) и графства Монахан. По другим источникам, нападавшие действовали как профессиональные парашютисты по тактике «ударить-и-отступить».
С 1990 года вплоть до заключения перемирия такие нападения повторялись на разных погранпостах, особенно много их происходило в графстве Фермана и на укреплённой линии в Огнаклой (графство Тирон).
Капрал Роберт Данкан и ефрейтор Иан Харви, получившие ранения, были награждены Медалями за выдающуюся службу, а Паттерсон был посмертно награждён благодарственной грамотой. В 1991 году погранпост был снесён.